# Amis (priimek)
Amis je priimek več znanih tujih oseb:
- Martin Amis (*1949), angleški pisatelj
- Kingsley Amis (1922—1995), angleški književnik in kritik
- Suzy Amis (*1962), ameriška igralka